# MBDA Durandal

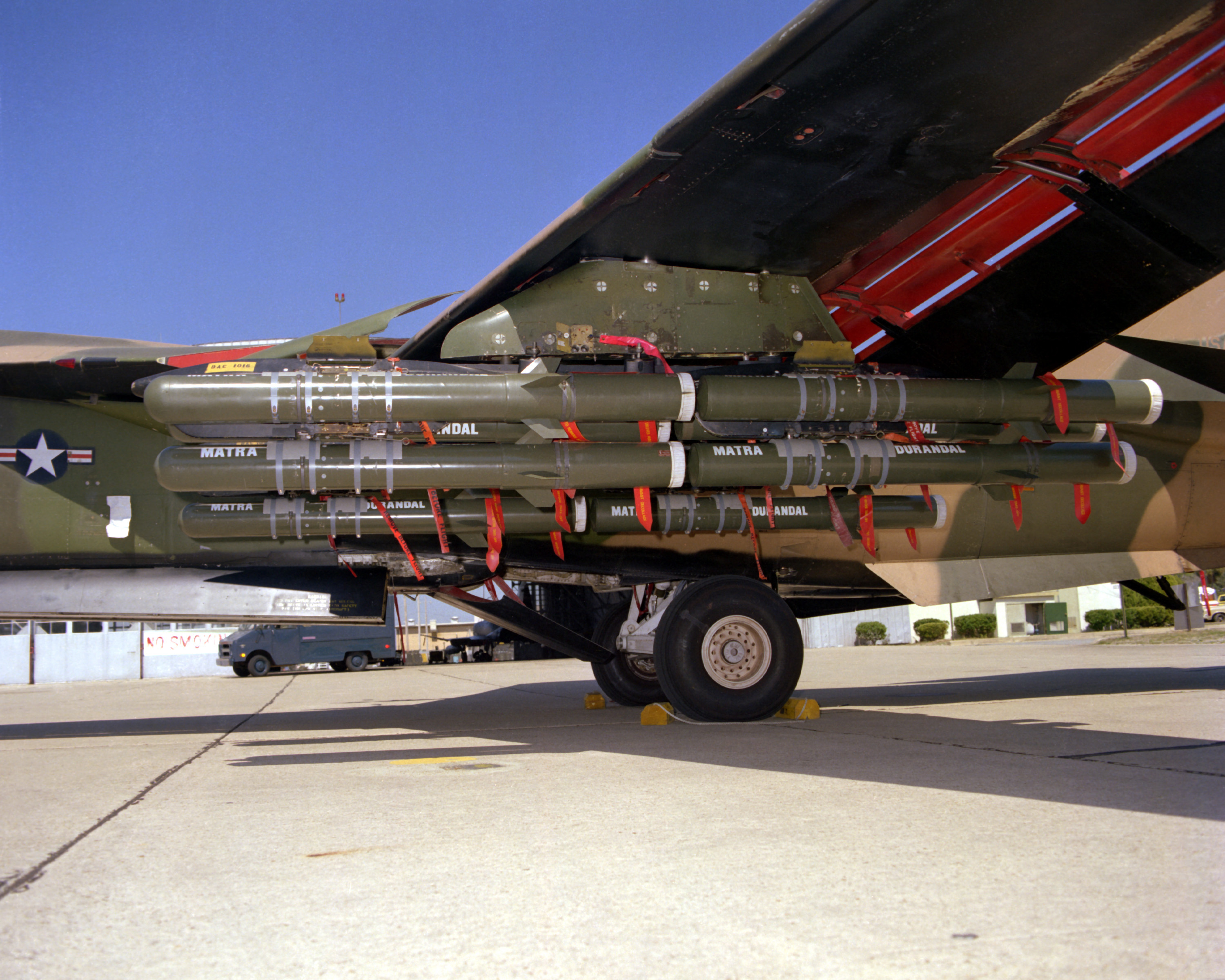
F-111 armado com diversas BLU-107 Durandal

A MBDA Durandal é uma bomba aérea antipista desenvolvida pela Matra, atual MBDA. É utilizada em bombardeio a baixa altura e alta velocidade. Esta bomba é empregada contra hangares, estacionamentos e pistas de aeródromos.
Ao ser lançada da aeronave, um paraquedas é aberto e a queda da bomba é retardada. Quando a bomba fica na vertical, é acionado um foquete que a impulsiona contra o solo. A bomba somente explode após penetrar na pista. Pode penetrar até 40 cm de concreto. Isso aumenta muito seu poder de destruição. A cratera criada é profunda e de difícil reparo, a explosão também causará danos no pavimento ao redor.   

## Dados da BAPI
- Velocidade de Lançamento(kt): 360 a 520
- Altura de Lançamento: 100
- Comprimento(m): 2,690
- Diâmetro(m): 0,231
- Envergadura(m): 0,497
- Peso(kg): 238
- Carga Explosiva(kg): 13
- Diâmetro da cratera(m): 5 a 7
- Profundidade da cratera(m): 1,5 a 2